# Filmform – das dritte Programm
filmform – das dritte Programm ist ein im Jahr 1957 von der Produktionsgruppe Herbert Vesely, Haro Senft und Heiner Braun in München verfasster Aufruf zur Etablierung einer verantwortungsbewussten und künstlerischen Filmproduktion in der Bundesrepublik Deutschland.
Das Ziel war, angelehnt an ausländischen Entwicklungen wie dem „Cinema Nuovo“, dem „Free Cinema“ und der „Nouvelle Vague“, andererseits der Ausweitungen der Rundfunkanstalten auf die „Dritten Programme“, eine vom Konsum unabhängige, kulturelle Basis zur Verwirklichung anspruchsvoller Bestrebungen zu schaffen. Innerhalb der Organisationen der deutschen Filmindustrie schien das nicht möglich.
Als wesentliche Voraussetzungen dazu wurden aufgeführt:
- Künstlerische Freiheit
- Wirtschaftliche Unabhängigkeit

(durch Produktionskostensenkung, Erschließung alter und neuer Verleih- und Abspielmöglichkeiten im In- und Ausland)
- Ein Kuratorium

(als kompetente, beratende Institution ähnlich dem „British Film Institute“ und der „Creative Film Foundation“ New York)
Der Aufruf wurde in einem Faltprospekt an 45 aufgeführte und etwa 100 weitere kulturpolitische und filmbezogene Institutionen im In- und Ausland verschickt.
Der Programminhalt wurde im Wesentlichen von der im April 1959 in München gegründeten Filmemachergruppe „DOC 59“ weitergeführt, die unter Leitung von Haro Senft das „Oberhausener Manifest“ von 1962 initiierte.

Filmform 1
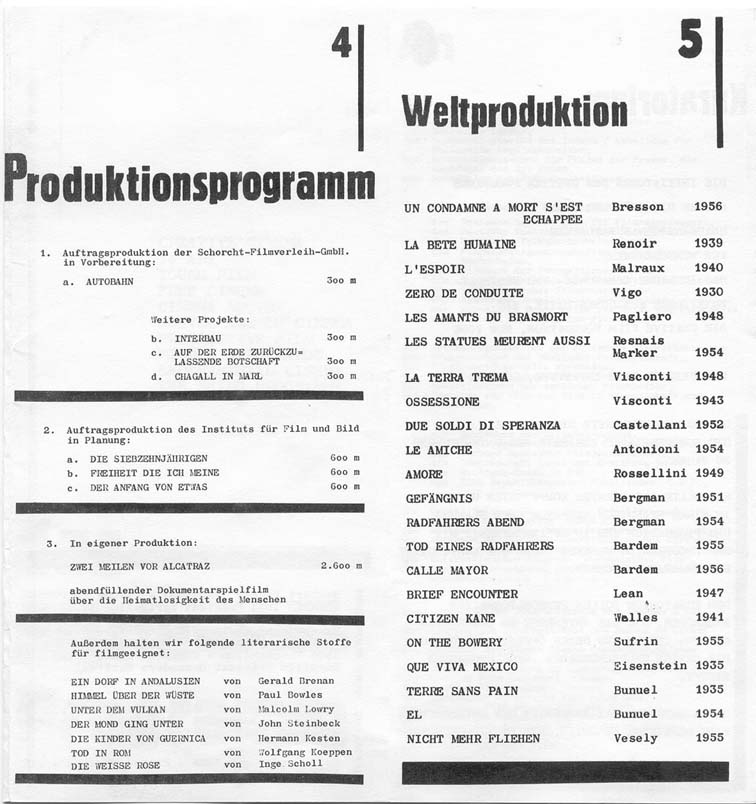
Filmform 5